# Nijkerk (gemeente)

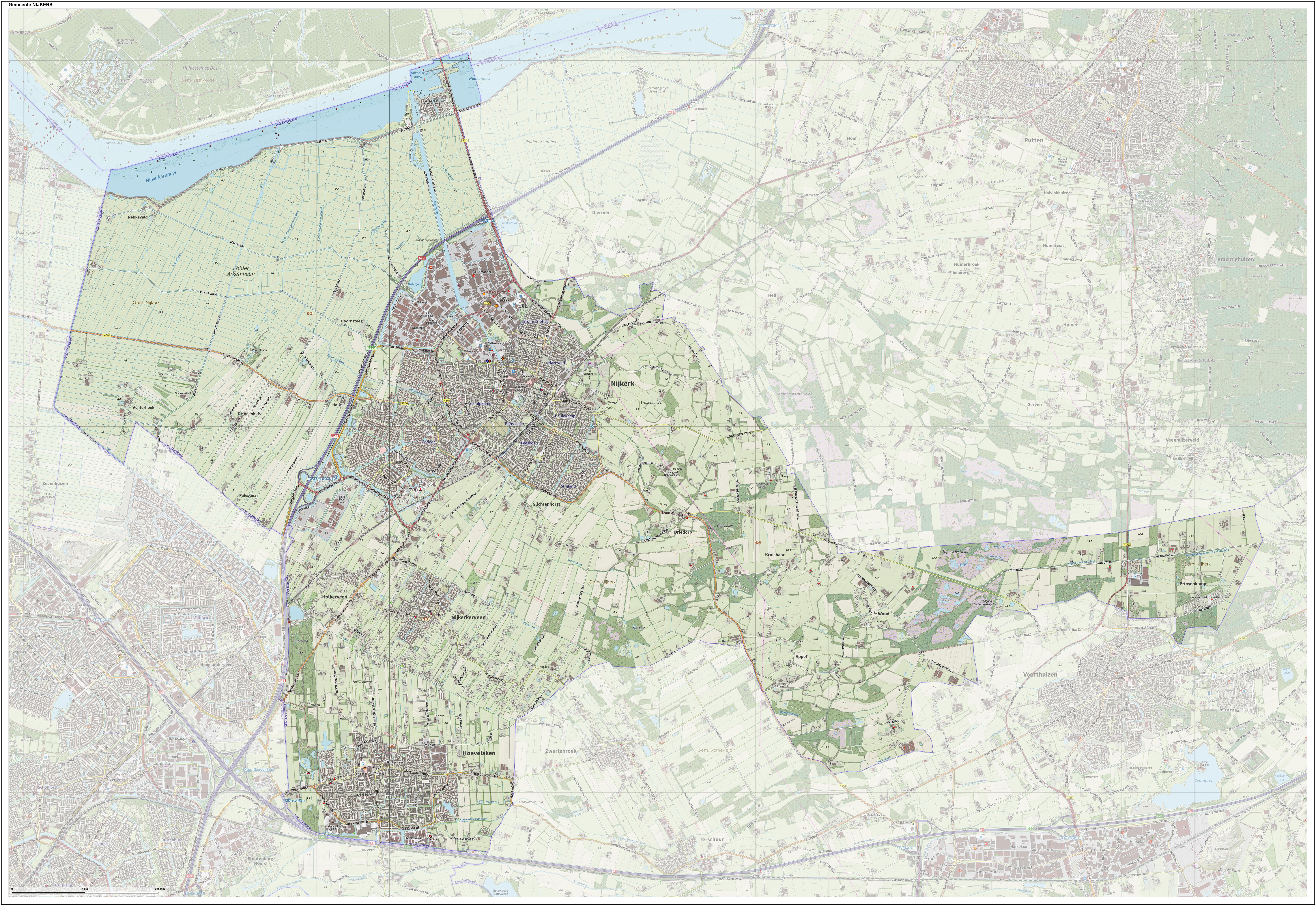
Topografische gemeentekaart van Nijkerk

Nijkerk (Nedersaksisch: Niekark) is een gemeente in de Nederlandse provincie Gelderland, regio Gelderse Vallei.
De gemeente Nijkerk heeft 45.358 inwoners (1 januari 2024, bron: CBS) en een oppervlakte van 72,05 km², waarvan 2,53 km² water. De gemeente bestaat uit de kernen Nijkerk, Nijkerkerveen en Hoevelaken, alsmede de buurtschappen Appel, Driedorp en Holkerveen. Hoevelaken werd bij een gemeentelijke herindeling op 1 januari 2000 bij de gemeente Nijkerk gevoegd. De gemeente is centraal gelegen tussen de Veluwe en Eemland. Nijkerk werkt met de gemeenten Rhenen, Wageningen, Ede, Barneveld, Veenendaal, Scherpenzeel en Renswoude samen in het regionaal samenwerkingsverband Regio Foodvalley.

## Monumenten
In de gemeente zijn er een aantal rijksmonumenten, gemeentelijke monumenten en oorlogsmonumenten, zie:
- Lijst van rijksmonumenten in Nijkerk (gemeente)
- Lijst van oorlogsmonumenten in Nijkerk
- Lijst van beelden in Nijkerk

## Politiek

### Gemeenteraad
De gemeenteraad van Nijkerk bestaat uit 27 zetels. Hieronder de behaalde zetels per partij bij de gemeenteraadsverkiezingen sinds 1994:
| CDA                 | 5  | 7  | 7  | 7  | 6  | 8  | 7  | 8  | 7  |
| ChristenUnie*-SGP   | 5  | 5  | 7  | 5  | 5  | 5  | 6  | 6  | 6  |
| PRO 21***           | -  | -  | 3  | 3  | 3  | 4  | 5  | 5  | 5  |
| De Lokale Partij    | -  | -  | -  | -  | -  | -  | 5  | 4  | 5  |
| VVD                 | 3  | 2  | 2  | 3  | 3  | 3  | 4  | 4  | 4  |
| Lokaal Belang       | -  | -  | -  | -  | -  | 4  | -  | -  |    |
| PPP                 | -  | -  | -  | -  | -  | 1  | -  | -  | -  |
| Partij Nijkerk**    | 2  | 5  | 4  | 4  | 3  | -  | -  | -  | -  |
| Hart voor Nijkerk** | -  | -  | -  | -  | 3  | -  | -  | -  | -  |
| Hoevelaken Nú**     | -  | -  | 2  | 3  | 2  | -  | -  | -  | -  |
| PvdA***             | 2  | 2  | -  | -  | -  | -  | -  | -  | -  |
| Democraten 66***    | 2  | -  | -  | -  | -  | -  | -  | -  | -  |
| Overigen            | 2  | -  | -  | -  | -  | -  | -  | -  | -  |
| Totaal              | 21 | 21 | 25 | 25 | 25 | 25 | 27 | 27 | 27 |

* De ChristenUnie werd tot 1998 gevormd door het GPV en de RPF.

** Hart voor Nijkerk, Partij Nijkerk en Hoevelaken Nú vormden bij een verkiezingen in 2010 een gemeenschappelijke lijst.

*** D66, GroenLinks en de PvdA doen vanaf 1999, bij tussentijdse verkiezingen in verband met de fusie met de gemeente Hoevelaken, mee met een gezamenlijke lijst onder de naam PRO 21.

### College
Na de gemeenteraadsverkiezingen van 2022 werd een college van burgemeester en wethouders gevormd bestaande uit:
- Burgemeester:
  - T.T.E. (Tinet) de Jonge-Ruitenbeek[2]

- Wethouders:
  - drs. E. (Esther) Heutink-Wenderich (CDA)
  - ing. C.J. (René) Windhouwer (CDA)
  - drs. A.M.W. (Audrey) Rohen (PRO21)
  - mr. M. (Mariëlle) Broekman- van der Pers (VVD)

### Stedenbanden
Nijkerk is een partnerstad van:
- Schenectady (Verenigde Staten)

## Aangrenzende gemeenten
| Aangrenzende gemeenten | Aangrenzende gemeenten | Aangrenzende gemeenten        | Aangrenzende gemeenten | Aangrenzende gemeenten |
| ---------------------- | ---------------------- | ----------------------------- | ---------------------- | ---------------------- |
| Bunschoten (U)         |                        | Zeewolde (Fl) (Nijkerkernauw) |                        | Putten                 |
|                        |                        |                               |                        |                        |
|                        |                        |                               |                        |                        |
|                        |                        |                               |                        |                        |
| Amersfoort (U)         |                        |                               |                        | Barneveld              |